# Puerto Vallarta Open 2024/Qualifikation
Dieser Artikel zeigt die Ergebnisse der Qualifikationsrunde für die Puerto Vallarta Open 2024 des Damentennis. Insgesamt nahmen 8 Spielerinnen an der Qualifikation teil, die am 19. Februar 2024 stattfand. Vier Spielerinnen qualifizierten sich für das Hauptfeld, dazu kam McCartney Kessler als Lucky Loser.

## Einzel

### Setzliste
| Nr. | Spielerin            | Erreichte Runde     |
| --- | -------------------- | ------------------- |
| 01. | McCartney Kessler    | Lucky Loser         |
| 02. | Iryna Schymanowitsch | qualifiziert        |
| 03. | Robin Montgomery     | qualifiziert        |
| 04. | Carol Zhao           | Qualifikationsrunde |

Zeichenerklärung
- Q = Qualifikant
- WC = Wildcard
- LL = Lucky Loser
- ITF = qualifiziert über ITF-Ranking
- ALT = alternate (Ersatz)
- PR = Protected Ranking
- SE = Special Exempt
- r = retired (Aufgabe)
- d = Disqualifikation
- w.o. = walkover
- [ ] = Match-Tie-Break

### Ergebnisse
|  | Qualifikationsrunde |                        |   |   |    |
|  |                     |                        |   |   |    |
|  | 1                   | McCartney Kessler      | 4 | 6 | 1  |
|  |                     | Liv Hovde              | 6 | 4 | 6  |
|  |                     |                        |   |   |    |
|  | 2                   | Iryna Schymanowitsch   | 5 | 6 | 4  |
|  | WC                  | Jessica Hinojosa Gómez | 7 | 2 | 0r |
|  |                     |                        |   |   |    |
|  | 3                   | Robin Montgomery       | 6 | 6 |    |
|  |                     | Elvina Kalieva         | 2 | 4 |    |
|  |                     |                        |   |   |    |
|  | 4                   | Carol Zhao             | 2 | 4 |    |
|  | ALT                 | Varvara Lepchenko      | 6 | 6 |    |